# Francis Ona
Francis Ona (c. 1953 - 24 de julho de 2005) foi um líder separatista de Bougainville que liderou uma revolta contra o governo da Papua-Nova Guiné motivado ao menos inicialmente por preocupações sobre a exploração da mina de Panguna pela Bougainville Copper, uma subsidiária da Rio Tinto Group. Ele se proclamou "Rei de Meekamui" em maio de 2004. Ona morreu em 24 de julho de 2005 de malária, em sua aldeia. Ele foi sucedido como Rei de Me'ekamui por Noah Musingku, reinando como Rei David Peii II.